# Gonia mexicana
Gonia mexicana là một loài ruồi trong họ Tachinidae.